# 罗纳德·彼得松
罗纳德·彼得松（瑞典語：Ronald Pettersson，1935年4月16日—2010年3月6日），瑞典男子冰球运动员。他曾代表瑞典参加1956年、1960年和1964年冬季奥林匹克运动会冰球比赛，获得一枚银牌。